# Macizo de Arabika
El macizo de Arabika (en ruso: Арабика ) o Arbáika es un macizo situado en los Montes de Gagra en Georgia, en el Cáucaso occidental, en las cercanías de la ciudad de Gagra. La mayor elevación del macizo es de 2661 metros sobre el nivel del mar. En él se encuentran las dos únicas cuevas superprofundas conocidas en el mundo: la cueva Verióvkina y la cueva de Voronia.
El sistema se encuentra limitado por los cañones de los ríos Kutu-Shara (Куту-Шара), Gega (Гега) y Bzib (Бзыбь) en el norte y este, el Mar Negro al sudeste, y los ríos Jashupse (Хашупсе) y Sandripsh (Сандрипш) al oeste.